# Crónicas Anónimas de Sahagún
Las Crónicas Anónimas de Sahagún son dos pequeñas crónicas compuestas por los monjes benedictinos del Monasterio de Sahagún dos siglos después de los hechos relatados. Actualmente sólo sobreviven en copias del siglo XVI.
La primera crónica es una relación de los excesos cometidos por los burgueses de Sahagún entre los años 1109 y 1117, durante las denominadas revueltas burguesas de Sahagún. El origen de estas revueltas hay que buscarlo en el texto conocido como Fuero de Sahagún, que otorgaba el poder en la villa al abad del Monasterio.
La segunda crónica data del siglo XIV y su interés histórico es mucho menor.